# Cahal Pech
Cahal Pech är en fornlämning i Belize.   Den ligger i distriktet Cayo, i den centrala delen av landet, 30 km väster om huvudstaden Belmopan. Cahal Pech ligger 138 meter över havet.
Terrängen runt Cahal Pech är platt åt sydost, men åt nordväst är den kuperad. Närmaste större samhälle är San Ignacio, 1,1 km nordväst om Cahal Pech.
I omgivningarna runt Cahal Pech växer i huvudsak städsegrön lövskog. Runt Cahal Pech är det glesbefolkat, med 10 invånare per kvadratkilometer.